# Au-delà du réel (série télévisée)
Pour les articles homonymes, voir Au-delà du réel.
Au-delà du réel (The Outer Limits) est une série télévisée américaine de 49 épisodes de 52 minutes, en noir et blanc, créée par Leslie Stevens et diffusée du 16 septembre 1963 au 16 janvier 1965 sur le réseau ABC.
En France, une partie de la série a été diffusée à partir du 14 juillet 1972 sur la première chaîne de l'ORTF. Rediffusion dans les années 1980, dans l'émission Temps X sur TF1. Rediffusion en septembre 1988 dans La Une est à vous sur TF1 puis aussi de 1993 à fin 1994 sur RTL TV et début 1995 sur La Cinquième. En 1999, la série a été rediffusée, ainsi que des épisodes inédits sur 13e rue. Au Québec, la série originale a été diffusée (en version française) à Radio-Canada entre 1966 et 1969 et rediffusée à partir de septembre 1986 dans le cadre de la grille de programmation initiale de Télévision Quatre-Saisons.

## Synopsis
Peuplée de monstres et de machines infernales, cette série de science-fiction au format d'anthologie, c'est-à-dire dont les épisodes n'ont aucun lien les uns avec les autres (à part une poignée d'exceptions de la deuxième série), a fait suite à la diffusion de La Quatrième Dimension (The Twilight Zone).
Les histoires mises en scène ont très souvent un contenu social et politique, sans doute en raison de l'époque de guerre froide que vivaient les États-Unis et l'URSS. C'est une série dont le but évident est de montrer les limites de la science et des hommes de science dans leur mégalomanie. Elle exploite des peurs sur le plan sociétal au contraire de la Quatrième Dimension plus centrée sur le comportement de l'homme[réf. souhaitée].

## Accroche
L'introduction débute, dans chaque épisode, par l'écran qui devient noir et par un générique qui fait entendre un commentaire suggérant la prise de contrôle du téléviseur, ce qui n'est pas sans rappeler la pièce radiophonique d'Orson Welles, La Guerre des mondes, diffusée en 1938 : 
« Ce n'est pas une défaillance de votre téléviseur, n'essayez donc pas de régler l'image. Nous avons le contrôle total de l'émission : contrôle du balayage horizontal, contrôle du balayage vertical. Nous pouvons aussi bien vous donner une image floue qu'une image pure comme le cristal. Pour l'heure qui vient, asseyez-vous tranquillement. Nous contrôlerons tout ce que vous allez voir et entendre. Vous allez participer à une grande aventure et faire l'expérience du mystère avec « Au-delà du réel. » »

## Distribution
- Vic Perrin (V. F. : Jacques Deschamps) : La « Control Voice » (« voix de contrôle) »)

## Commentaires
Lors du lancement de la première série, le budget moyen d’un épisode était de 150 000 dollars. Suivant la créature de la semaine, son coût de création et fabrication pouvait atteindre des sommes allant de 10 000 à 40 000 dollars. En raison d’audiences jugées insuffisantes, la chaîne ABC a réduit les coûts de production. Lors de la saison 2, sa case de diffusion a également été modifiée, passant du lundi 19 h 30 au samedi 19 h 30 outre-Atlantique. Le 16 janvier 1965, Au-delà du réel quittait l’antenne.
La série fait notamment appel à Jim Danforth (en), futur spécialiste des effets spéciaux de Quand les dinosaures dominaient le monde (1970)  ou L'Homme des cavernes (1981), John Chambers, le futur maquilleur de La planète des singes (1968), Conrad Hall, directeur de la photographie multi-oscarisé, les acteurs David McCallum (connu pour ses rôles dans Des agents très spéciaux, L'Homme invisible et NCIS : Enquêtes spéciales), Robert Culp (Les Espions, Bob et Carole et Ted et Alice) et Martin Landau (Cléopâtre, Ed Wood, The X-Files, le film).

## DVD (France)
- Au-delà du réel Intégrale saison 1 sortie le 1er mars 2006 en coffret 8 DVD chez l'éditeur MGM / United Artists. L'audio est en anglais et français mono avec sous-titres anglais, français et néerlandais. En supplément, la bande annonce de la série. Le ratio image est de 1.33.1 plein écran. Les copies ont été restaurées. ASIN B000E1MUTY.

- Au-delà du réel Intégrale saison 2 sortie le 7 février 2007 en coffret 5 DVD chez l'éditeur MGM / United Artists. L'audio est en anglais et français mono avec sous-titres anglais et français. En supplément, la bande annonce de la série. Le ratio image est de 1.33.1 plein écran. Les copies ont été restaurées. ASIN B000KLQYRC.